# 2017年MTV音乐录影带大奖
2017年MTV音樂錄影帶大獎颁奖典礼于2017年8月27日在美国加利福尼亚州英格爾伍德論壇體育館举行。奖项由MTV电视台举办，颁发给前一年发行的优秀音乐录影带作品及歌手。这也是此项大奖第二次在这一场馆举行。本届大奖的提名于2017年7月25日公布，饒舌歌手肯德里克·拉马尔获得8项提名，是获提名最多的艺人，凱蒂·佩芮、威肯和DJ 哈立德各自获得5项提名位居次席。提名作品须在2016年6月25日至2017年6月23日之间发行。典礼由美国歌手凱蒂·佩芮主持。
此届大奖为美国歌手粉红佳人颁发迈克尔·杰克逊音乐录像带先锋奖。这一奖项又称“终身成就奖”，是MTV音乐录影带大奖中的最高奖项。 肯德里克·拉马尔在当晚获得包括“年度录影带”大奖在内的6个奖项，成为最大赢家。颁奖典礼中，美国创作歌手泰勒·斯威夫特虽未出席，但现场首映了她的《Look What You Made Me Do》录影带，成为当晚的焦点之一。粉红佳人在获得“音乐录像带先锋奖”后的感言中讲述了自己鼓励女儿勇敢接受自己的故事，被认为是当晚的最感人瞬间之一。艾德·希兰、五佳人、麦莉·赛勒斯等人的演出，以及凯蒂·派瑞联手妮琪·米娜的收官表演也获得关注。原定在典礼中演唱的洛德因患流感无法发声，在现场仅伴随歌曲起舞而不演唱，引发热议，被称作她“最诡异而无畏”的一次举动。拉马尔和粉红佳人各自的演出则获评为当晚最佳的表演。
当晚典礼对社会议题给予极高的关注。本届典礼将奖杯“登月男子”（Moonman）更名为“登月人”（Moon Person）。MTV总裁克里斯·麦卡锡（Chris McCarthy）称其“可以是男，可以是女，可以是跨性别，可以是非传统者”。颁奖典礼前的红毯仪式上有多名跨性别军人高调出席，以回应美国总统唐纳德·川普此前“跨性别人士不得参军”的命令。典礼前数日，弗吉尼亚州夏洛蒂鎮因内战南方将军罗伯特·李雕像的存废为导火索，爆发种族主义冲突，一名抗议种族主义的游行者希瑟·海耶（Heather Heyer）遭极右派支持者袭击身亡。颁奖典礼当晚，迈克尔·杰克逊之女帕里斯·杰克逊在颁奖时呼吁“反抗”白人优越主义。李将军的后裔到现场公开谴责种族主义和仇恨。海耶的母亲也到现场发声，并为“最佳反击体制作品”颁奖。说唱歌手Logic与歌手艾莉西亚·卡拉、哈立德在现场合作演唱了呼吁关注精神健康的歌曲《1-800-273-8255》。歌曲以美国全国自杀干预热线为标题，演唱时还邀请数十位自杀幸存者登上舞台。Logic在歌曲最后呼吁人们提高对自杀、精神健康和平等的关注，被认为是典礼中最“有力”的场景。表演次日，这一热线的拨打人数暴涨，其官方网站的点击率也上升82%。此外，歌手、演员杰瑞德·莱托在典礼中发表演说，致敬此前逝世的歌手查斯特·班宁顿，也是当晚社交媒体关注的亮点之一。
与前一年相比，颁奖典礼收视人数明显下降，由前一年的650万人降至568万人，成为1994年以来的最低点。其原因之一是颁奖典礼播出时间与HBO频道热门电视剧《权力的游戏》第七季结局冲突。电视剧当晚吸引了1207万观众，大大影响了颁奖典礼的关注度。另一原因是大量观众选择線上網路直播，也导致电视频道的收视率下跌。

## 现场表演
| 歌手                       | 歌曲 |
| 暖场表演                   | 暖场表演 |
| -------------------------- | --- |
| Cardi B                    | Bodak Yellow |
| Bleachers                  | Don't Take the Money |
| 哈立德                     | Location Young Dumb & Broke |
| 正式表演                   | |
| 肯德里克·拉马尔            | DNA Humble |
| 艾德·希兰 Lil Uzi Vert     | Shape of You XO Tour Llif3 |
| 茱莉亞·麥可斯              | Issues |
| 肖恩·曼德斯                | There's Nothing Holdin' Me Back |
| 洛德                       | Homemade Dynamite |
| 五佳人 Gucci Mane          | Angel Down |
| 麥莉·希拉                  | Younger Now |
| 黛咪·洛瓦特                | Sorry Not Sorry |
| 粉红佳人                   | 串烧 Get the Party Started Raise Your Glass So What Fuckin' Perfect Just Give Me a Reason Don't Let Me Get Me Blow Me (One Last Kiss) What About Us |
| 凯尔                       | iSpy |
| 詹姆士·亞瑟                | Say You Won't Let Go |
| 艾莉西亞·卡拉              | Scars to Your Beautiful |
| Logic 哈立德 艾莉西亞·卡拉 | 1-800-273-8255 |
| 30秒上火星 特拉维斯·斯科特 | Walk on Water Butterfly Effect |
| 罗德·斯图尔特 DNCE         | Da Ya Think I'm Sexy? |
| 凱蒂·佩芮 妮琪·米娜        | Swish Swish |
| 典礼后聚会                 | |
| 黛咪·洛瓦特                | Cool for the Summer |

## 登场嘉宾

### 暖场表演
- Lil Yachty - 主持
- Charlamagne Tha God（英语：Charlamagne Tha God）、Terrence J（英语：Terrence J） - 合作主持
- 加碧·威尔森（Gaby Wilson） — 公布“最佳编舞”和“最佳夏日歌曲”得主

### 正式典礼
- 傑克·麥克布萊爾、巴兹·奥尔德林、佩姬·维特森、阿碧·雅各布森（英语：Abbi Jacobson）、凱薩琳·哈恩与凯文·贝肯 — 片头短片中与主持凱蒂·佩芮一同出镜
- 帕里斯·杰克逊（英语：Paris Jackson (actress)） — 颁发最佳流行乐
- 海莉·史坦菲德 — 介绍茱莉亚·迈克尔斯出场表演
- 亞拉·夏希蒂（英语：Yara Shahidi） — 介绍肖恩·曼德斯出场表演
- 杰克·安东诺夫与亞歷桑德拉·安布羅休 — 介绍洛德出场表演
- 堤亞娜·泰勒与彼特·溫茲 — 颁发最佳舞曲
- 弗雷德·阿米森 — 喜剧短片中与凯蒂·派瑞一同出镜
- DJ 哈立德 — 介绍五佳人出场表演
- 卢达克里斯与奥利维亚·穆恩 — 颁发最佳合作
- 杰瑞德·莱托 — 致敬查斯特·班寧頓与克里斯·康奈爾， 重温聯合公園在2010年大奖上的表演
- 比利·埃西納（英语：Billy Eichner） — 喜剧短片中与凯蒂·派瑞一同出镜
- 皮特·戴维森与蒂芬妮·哈戴許 — 颁发最佳嘻哈乐
- Cardi B — 介绍黛咪·洛瓦特出场表演
- 艾倫·狄珍妮 — 颁发迈克尔·杰克逊音乐录像带先锋奖
- 米莉·芭比·布朗 — 颁发年度艺人
- 凡妮莎·哈金斯 — 介绍艾莉西亞·卡拉出场表演
- 凱莎 — 介绍Logic、哈立德与艾莉西亞·卡拉出场表演
- 碧碧·雷克莎（英语：Bebe Rexha）与老菸槍雙人組 — 颁发最佳新人
- Lil Yachty — 介绍30秒上火星出场表演
- 罗伯特·莱特·李四世教士（Rev. Robert Wright Lee IV） — 罗伯特·李后裔，演讲谴责种族主义，介绍苏珊·布罗出场
- 苏珊·布罗（Susan Bro） — 希瑟·海耶之母，介绍希瑟·海耶慈善基金会，颁发最佳反击体制作品
- 海莉·鮑德溫 — 介绍罗德·斯图尔特与DNCE出场表演
- 盖尔·加朵 — 颁发年度音乐录影带大奖
- 诺亚·赛勒斯 — 介绍凱蒂·佩芮与妮琪·米娜出场表演

参考来源：

## 提名和获奖名单
本届大奖提名于2017年7月25日公布，大奖中的多个奖项取消了性别区分。“最佳男歌手录影带”与“最佳女歌手录影带”合并为“年度艺人”，奖杯“登月男子”（Moonman）也更名为“登月人”（Moon Person）。最佳夏日歌曲的提名则于8月22日公布。以下列出完整的提名名单，其中获奖者以粗体显示。

### 年度音乐录影带大奖
肯德里克·拉马尔 — "Humble"
- 布鲁诺·马尔斯 — "24K Magic"
- 艾莉西亞·卡拉 — "Scars to Your Beautiful"
- DJ 哈立德（feat. 蕾哈娜与布莱森·提勒） — "Wild Thoughts"
- 威肯 — "Reminder"

### 年度艺人
艾德·希兰
- 布鲁诺·马尔斯
- 肯德里克·拉马尔
- 爱莉安娜·格兰德
- 洛德
- 威肯

### 最佳新人
哈立德
- Kodak Black
- Young M.A（英语：Young M.A）
- 茱莉亚·迈克尔斯
- 诺亚·赛勒斯
- SZA（英语：SZA (singer)）

### 最佳合作
贊恩·馬利克与泰勒·斯威夫特 — "I Don't Wanna Live Forever"
- 查理·普斯（feat. 赛琳娜·戈麦斯） — "We Don't Talk Anymore"
- DJ 哈立德（feat. 蕾哈娜与布莱森·提勒） — "Wild Thoughts"
- D.R.A.M.（feat. Lil Yachty） — "Broccoli"
- 老菸槍雙人組（feat. 海尔茜) — "Closer"
- 凱文·哈里斯（feat.法瑞尔·威廉姆斯、凱蒂·佩芮与大肖恩） — "Feels"

### 最佳流行乐
五佳人（feat. Gucci Mane）— "Down"
- 肖恩·曼德斯 — "Treat You Better"
- 艾德·希兰 — "Shape of You"
- 哈利·斯泰爾斯 — "Sign of the Times"
- 凱蒂·佩芮（feat. 斯基普·马利） – "Chained to the Rhythm"
- 麥莉·希拉 — "Malibu"

### 最佳嘻哈乐
肯德里克·拉马尔 — "Humble"
- 大肖恩 — "Bounce Back"
- Chance the Rapper — "Same Drugs"
- DJ 哈立德（feat. 贾斯汀·比伯、Quavo、Chance the Rapper与小韋恩） — "I'm the One"
- D.R.A.M.（feat. Lil Yachty） — "Broccoli"
- Migos（feat. Lil Uzi Vert） — "Bad and Boujee"

### 最佳舞曲
捷德与艾莉西亞·卡拉 — "Stay"
- 凱戈与赛琳娜·戈麦斯 — "It Ain't Me"
- 凱文·哈里斯 — "My Way"
- 超级雷射光（英语：Major Lazer）（feat. 贾斯汀·比伯与MØ） — "Cold Water"
- 艾佛傑克（feat. Ty Dolla $ign） — "Gone"

### 最佳摇滚乐
二十一名飞行员 — "Heavydirtysoul"
- 酷玩樂團 — "A Head Full of Dreams"
- 打倒男孩 — "Young and Menace"
- 年輕歲月 — "Bang Bang"
- 喷火战机乐队 — "Run"

### 最佳反击体制作品
全部六个提名者同时获奖。
- 艾莉西亞·卡拉 — "Scars to Your Beautiful"
- Logic（feat. Damian Lemar Hudson） – "Black Spiderman"
- 汉密尔顿混音带（英语：The Hamilton Mixtape） – "Immigrants (We Get the Job Done)"
- 大肖恩 — "Light"
- Taboo（feat. 莎蓮·活莉） – "Stand Up / Stand N Rock #NoDAPL"
- 約翰·傳奇 — "Surefire"

### 最佳摄像
肯德里克·拉马尔 — "Humble." （摄像总监：Scott Cunningham）
- 謎幻樂團 — "Thunder"（摄像总监：Matthew Wise）
- 艾德·希兰 — "Castle on the Hill" （摄像总监：Steve Annis）
- DJ Shadow（英语：DJ Shadow）（feat. Run the Jewels（英语：Run the Jewels）） — "Nobody Speak"（摄像总监：David Proctor）
- 海尔茜 — "Now or Never"（摄像总监：Kristof Brandl）

### 最佳导演
肯德里克·拉马尔 — "Humble."（导演：Dave Meyers、The Little Homies）
- 凱蒂·佩芮（feat. 斯基普·马利） – "Chained to the Rhythm"（导演：Mathew Cullen）
- 布鲁诺·马尔斯 — "24K Magic"（导演：Cameron Duddy、布鲁诺·马尔斯）
- 艾莉西亞·卡拉 — "Scars to Your Beautiful"（导演：Aaron A）
- 威肯 — "Reminder"（导演：Glenn Michael）

### 最佳艺术指导
肯德里克·拉马尔 — "Humble."（艺术指导：Spencer Graves）
- 布鲁诺·马尔斯 — "24K Magic"（艺术指导：Alex Delgado）
- 凱蒂·佩芮（feat. Migos） — "Bon Appétit"（艺术指导：Natalie Groce）
- DJ 哈立德（feat. 蕾哈娜与布莱森·提勒） — "Wild Thoughts" （艺术指导：Damian Fyffe)
- 威肯 — "Reminder" （艺术指导：Lamar C Taylor、KID. STUDIO）

### 最佳视觉特效
肯德里克·拉马尔 — "Humble."（视觉特效：Jonah Hall of Timber）
- 探索一族 — "Dis Generation"（视觉特效：Brandon Hirzel of Bemo）
- 凯尔（英语：Kyle (musician)）（feat. Lil Yachty） — "iSpy"（视觉特效：Max Colt and Tomash Kuzmytskyi of GloriaFX）
- 凱蒂·佩芮（feat. 斯基普·马利） – "Chained to the Rhythm"（视觉特效：MIRADA）
- 哈利·斯泰爾斯 — "Sign of the Times"（视觉特效：Cédric Nivoliez of ONE MORE）

### 最佳编舞
肯伊·威斯特 — "Fade"（编舞：Teyana Taylor、Guapo、Matthew Pasterisa、Jae Blaze、Derek Watkins）
- 爱莉安娜·格兰德（feat. 妮琪·米娜） — "Side to Side"（编舞：Brian Nicholson、Scott Nicholson）
- 肯德里克·拉马尔 — "Humble."（编舞：Dave Meyers）
- 希雅 — "The Greatest"（编舞：Ryan Heffington）
- 五佳人（feat. Gucci Mane）— "Down"（编舞：Sean Bankhead）

### 最佳剪辑
Young Thug — "Wyclef Jean" （剪辑：Ryan Staake and Eric Degliomini）
- 未来小子 — "Mask Off"（剪辑：Vinnie Hobbs of VHPost）
- 洛德 — "Green Light" （剪辑：Nate Gross of Exile Edit）
- 老菸槍雙人組 （feat. 海尔茜） — "Closer"（剪辑：Jennifer Kennedy）
- 威肯 — "Reminder"（剪辑：Red Barbaza）

### 最佳夏日歌曲
Lil Uzi Vert — "XO Tour Llif3"
- 艾德·希兰 — "Shape of You"
- 路易斯·方辛与洋基老爹（feat. 贾斯汀·比伯） — "Despacito (Remix)"
- 肖恩·曼德斯 — "There's Nothing Holdin' Me Back"
- 五佳人（feat. Gucci Mane）— "Down"
- 卡蜜拉·卡貝羅（feat. Quavo） — "OMG"
- DJ 哈立德（feat. 蕾哈娜与布莱森·提勒） — "Wild Thoughts"
- 黛咪·洛瓦特 — "Sorry Not Sorry"

### 迈克尔·杰克逊音乐录影带先锋奖
粉红佳人